# General Pascual Fuentes
General Pascual Fuentes es una localidad de Zanatepec, en el Distrito de Juchitán, en el estado de Oaxaca. Siendo la segunda localidad más poblada, por detrás de la cabecera municipal.

## Ubicación
La localidad se ubica a 12 km al oeste de la cabecera municipal, sobre la carretera panamericana, en los límites municipales de este con el Municipio de San Pedro Tapanatepec, ubicado en las coordenadas geográficas: 16°26′17″N 94°15′26″O / 16.43806, -94.25722 